# Luis Vega (piłkarz)
Luis Fernando Vega Villacorta (ur. 28 lutego 2002 w San Pedro Sula) – honduraski piłkarz występujący na pozycji środkowego obrońcy, reprezentant Hondurasu, od 2023 roku zawodnik Motagui.